# Domingo de Alzola
Domingo de Alzola (1532 - 15 de fevereiro de 1590) foi um prelado católico romano que serviu como bispo de Guadalajara (1582–1590).

## Biografia
Domingo de Alzola nasceu em Mondragón, Espanha, e foi ordenado sacerdote na Ordem dos Pregadores. A 1 de outubro de 1582, foi nomeado pelo Rei da Espanha e confirmado pelo Papa Gregório XIII como Bispo de Guadalajara. A 19 de outubro de 1582, foi consagrado bispo. Serviu como Bispo de Guadalajara até à sua morte no dia 15 de fevereiro de 1590.